# Słabocin
Słabocin (niem. Schlabotschine) – wieś w Polsce położona w województwie dolnośląskim, w powiecie milickim, w gminie Cieszków.

## Nazwa
W roku 1939 administracja niemiecka zmieniła historyczną, posiadającą słowiańskie pochodzenie nazwę Schlabotschine na Grunewald.

## Włączenie do Polski
W 1945 wieś została włączona do Polski, jej dotychczasową ludność wysiedlono do Niemiec.

## Podział administracyjny
W latach 1975–1998 miejscowość administracyjnie należała do województwa wrocławskiego.